# Sten Gunnarsson
Sten Gunnarsson (ur. 15 kwietnia 1945 roku w Helsingborgu) – szwedzki kierowca wyścigowy.

## Kariera
Gunnarsson rozpoczął międzynarodową karierę w wyścigach samochodowych w 1970 roku od startów w Szwedzkiej Formuły 3. Z dorobkiem dwunastu punktów uplasował się tam na trzeciej pozycji w klasyfikacji generalnej. W późniejszych latach Szwed pojawiał się także w stawce Swedish Gold Cup oraz Europejskiej Formuły 2.
W Europejskiej Formule 2 Szwed startował w latach 1971, 1973. W pierwszym sezonie startów nie zdobywał punktów. Dwa lata później z dorobkiem pięciu punktów uplasował się na dziewiętnastej pozycji w klasyfikacji generalnej.